# István Széchenyi

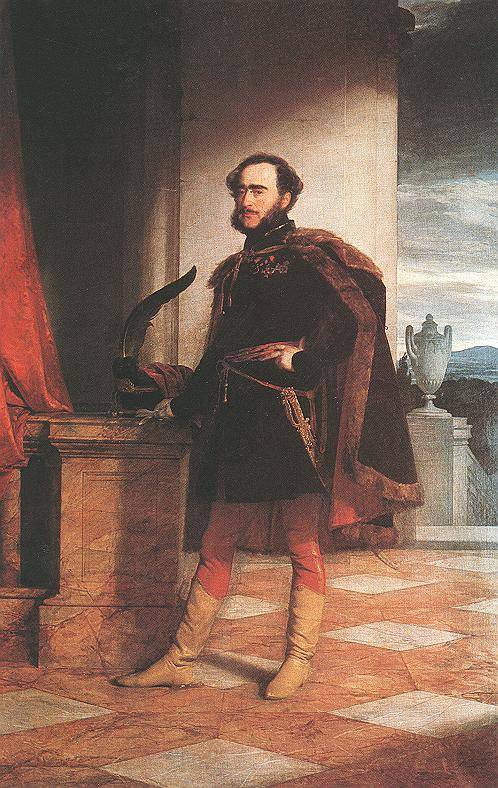
István Széchenyi

Graaf István Széchenyi de Sárvár-Felsővidék (Wenen, 21 september 1791 – Döbling, 8 april 1860) was een Hongaars staatsman, zakenman, schrijver, econoom en ingenieur. Hij wordt beschouwd als de grote bezieler van de modernisering van Hongarije in de 19de eeuw. 
Hij stamde uit het adelsgeslacht Széchenyi en maakte aanvankelijk carrière in het Oostenrijkse leger. Voor de Volkerenslag (17 oktober 1813) bij Leipzig trok hij twee keer door de Franse linies van Napoleon om berichten door te geven aan diens tegenstanders, de generaals Blücher en Bernadotte. Tussen 1815 en 1821 reisde hij door Europa, om daar vast te stellen hoezeer Hongarije achterop lag.
Széchenyi was onder meer verantwoordelijk voor het aanpassen van het stroombekken van de Donau, het aanleggen van de eerste Hongaarse spoorlijn en het bedekken van de wegen in Hongarije met macadam, volgens het Engelse procedé dat hij daar had leren kennen. In 1825 stond hij aan de wieg van de Hongaarse Academie van Wetenschappen. Hij nam in 1832 het initiatief voor de bouw van de Kettingbrug tussen Boeda en Pest, de eerste vaste brug over de Donau in Hongarije, die sinds 1899 officieel zijn naam draagt (Széchenyi lánchíd). In 1848 was hij minister van Openbare Werken en Transport in de regering-Batthyány.
Széchenyi wordt de Grootste Hongaar (a legnagyobb magyar) genoemd, een epitheton dat hij aan Lajos Kossuth te danken heeft, die hem in 1840 zo aanduidde. In elke Hongaarse stad is wel een straat of plein naar hem genoemd.